# Jean Gouweloos

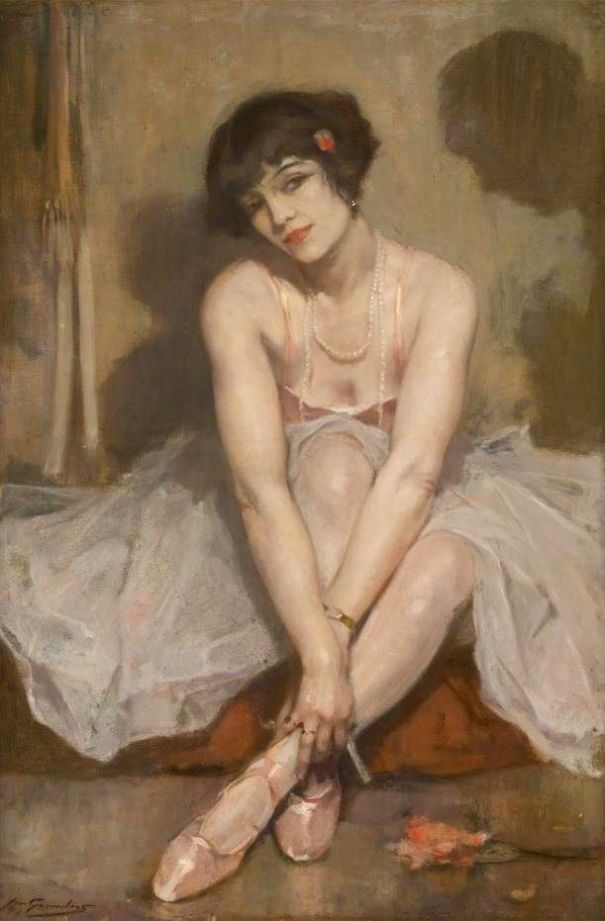
Tanzerin mit einer Perlenkette

Jean Léon Henri Gouweloos (* 7. Dezember 1868 in Brüssel; † 8. Mai 1943 ebenda) war ein belgischer Porträt- und Aktmaler sowie Plakatkünstler und Lithograf.
Jean Gouweloos studierte, wie sein Bruder Charles (1867–1946) von 1887 bis 1890 und von 1893 bis 1894 an der Académie royale des Beaux-Arts de Bruxelles. Er war auch Schüler des Malers und Dekorateurs Charle-Albert.
Noch vor dem Studium lebte er in Paris vom Zeichnen von Plakaten, dann arbeitete er in der Druckerei der Familie, die auf den künstlerischen Druck spezialisiert war.
Ab 1887 zeigte er seine Werke auf Ausstellungen in Brüssel, Namur, Ostende sowie im Ausland: Paris (1900 und 1903), Düsseldorf (1904), Berlin (1908), München (1913). 1891 wurde er Mitglied der Künstlergruppe „Voorwaarts“, wo er sich mit Victor Gilsoul (1867–1939) anfreundete. 1895 schloss er sich der Gruppe „Sillon“ an.
Jean Gouweloos malte hauptsächlich Frauenporträts und Frauenakte. Fast alle Frauen wurden mit einer Zigarette dargestellt.
Er schuf auch zwei Deckengemälde im Kursaal in Ostende und zwölf Gemälde für die Freimaurerloge in Brüssel (1900).
Die Jahre des Ersten Weltkrieges zwischen 1914 und 1918 verbrachte er mit seiner Familie in den Niederlanden, zuerst in Domburg, später in Scheveningen.